# 杨成熙
杨成熙（1955年11月—），贵州遵义人。男，汉族，中国人民解放军中将。

## 生平
1973年入伍，属于工程兵，在工程兵工兵第七营。1976年2月加入中国共产党。后开始在昆明军区从事政工工作，又一度曾任某集团军坦克旅修理营任政工干部。
1985年昆明军区并入成都军区，1994年他担任成都军区政治部组织部长、某集团军副政委等职。2010年12月，调任云南省军区政委，9个月后跻身中共云南省委常委之列。2013年12月，调任沈阳军区政治部主任。2016年，任中央军事委员会纪律检查委员会专职副书记。
2004年晋升中国人民解放军少将军衔，2015年7月晋升中国人民解放军中将军衔。2013年，当选第十二届全国人民代表大会解放军代表。2018年2月24日，当选为第十三届全国人大代表。